# Hilbersdorf (Chemnitz)
Hilbersdorf, Chemnitz-Hilbersdorf – dzielnica miasta Chemnitz w Niemczech, w kraju związkowym Saksonia. 